# Discestra isoloma
Discestra isoloma là một loài bướm đêm trong họ Noctuidae.